# Horasan (pokrajina)
Horasan (perz. خراسان; Khorāsān) je bila jedna od iranskih pokrajina koja je 2004. godine podijeljena na tri manje pokrajine: Sjeverni, Razavi i Južni Horasan. Iako je izgubila status upravne jedinice, pod njenim bivšim granicama podrazumijeva se geografska regija u sjeveroistočnom Iranu koja je dijelom veće povijesne regije Velikog Horasana koji se osim Irana prostire i preko teritorija današnjih suverenih država Afganistana, Turkmenistana, Uzbekistana i Tadžikistana. Bivša iranska pokrajina Horasan bila je najveća i prostirala se 242.673 km² što približno odgovara teritoriju Ujedinjenog Kraljevstva, a brojila je više od sedam milijuna stanovnika. Sjedište joj je bio grad Mašhad.

## Današnje pokrajine
- Sjeverni Horasan
- Razavi Horasan
- Južni Horasan

## Poveznice
- Veliki Horasan

## Vanjske poveznice
- (engl.) Iran Tour: Khorasan  Arhivirana inačica izvorne stranice od 8. studenoga 2012. (Wayback Machine)

Wikimedijski zajednički poslužitelj:
|  | Zajednički poslužitelj ima još gradiva o temi Horasan |